# 3학년 B반 긴파치선생
《3학년 B반 긴파치선생》(일본어: 3年B組金八先生 산넨 비구미 긴파치센세[*])은 TBS에서 1979년부터 2011년까지 32년간 비연속적으로 제작·방송한 일본의 텔레비전 드라마이다. 또한, 일본의 학원 드라마를 대표하는 작품이다.